# Vluchtslurf

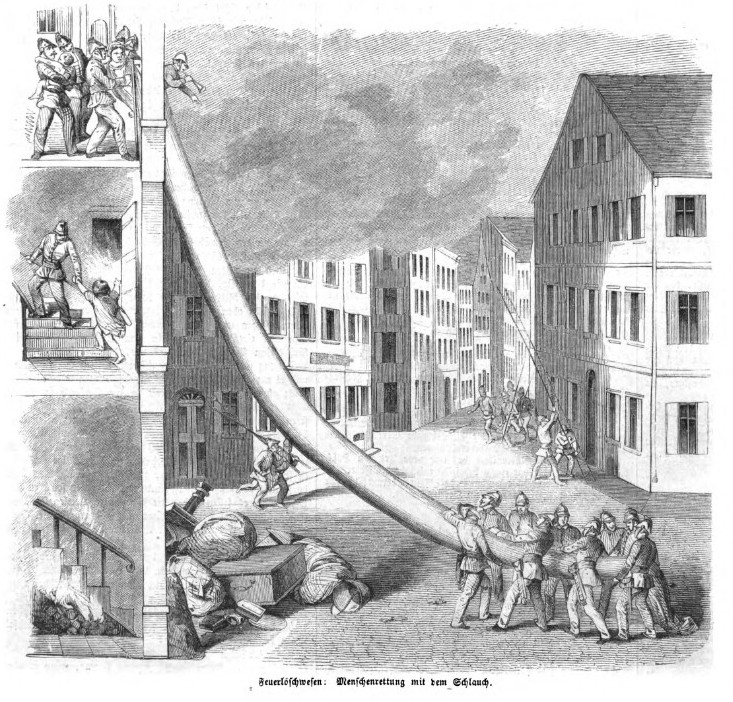
Een vluchtslurf in 1850

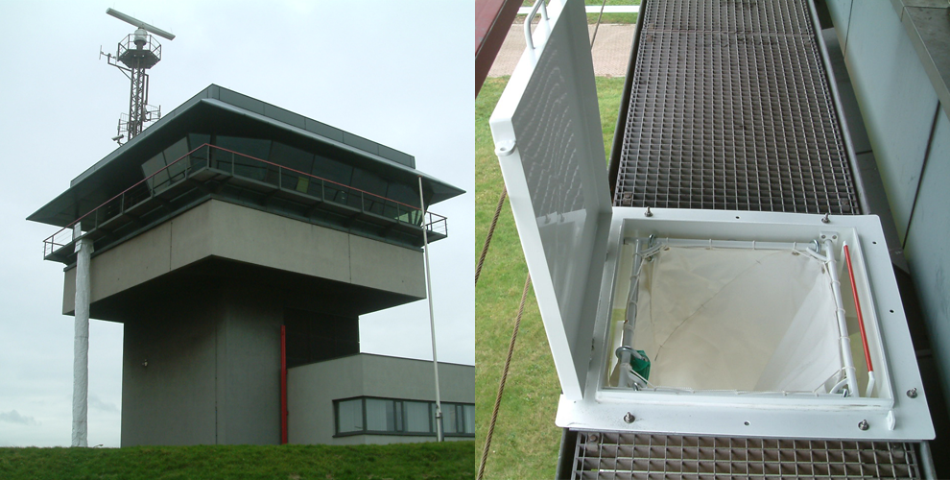
Vluchtslurf

Een vluchtslurf is een uitvinding waarmee mensen van hoge gebouwen kunnen komen wanneer er bijvoorbeeld brand uitbreekt. De vluchtslurf lijkt van buiten loodrecht naar beneden te gaan, maar dit is niet het geval. In de slurf zit een draaiende binnenhoes en men glijdt daar langzaam naar beneden. Dit gaat zo langzaam, dat er meerdere mensen direct achter elkaar naar beneden kunnen. Deze uitvinding wordt op het ogenblik in grote kantoren gebruikt.

## Nederland
De vluchtslurf is reeds in 2003 in IJmuiden voor het eerst in Nederland geïntroduceerd op EditieNL door Roossien Hoogwerkechniek.
De vluchtslurf is ontwikkeld voor een veilige en snelle evacuatie van personen. Hierbij zijn voorbeelden als brand, rookontwikkeling, terrorisme of andere gevaarlijke situaties. Eenvoudig en in minder dan een minuut gebruiksklaar. De glijsnelheid bedraagt maximaal 2,10 m/s. Vanaf een hoogte van 30 meter kunnen 8 à 10 mensen zichzelf binnen 2 minuten evacueren.
De Vluchtslurf is door iedereen te gebruiken. Ook kinderen, minder valide personen en ouderen kunnen probleemloos vluchten met de Vluchtslurf. Men glijdt zittend op het binnenste glijdoek naar beneden en met rustige, constante snelheid bereikt men de buitenzijde van het pand. Dankzij de spiraalvormige constructie ontstaan er geen opstoppingen. Door de wrijving- en zwaartekracht blijven personen met verschillende lichaamsgewichten op veilige afstand van elkaar. Men landt veilig en zacht in de opvangcapsule op de grond.
De Vluchtslurf is leverbaar vanaf 2,27 meter tot 100 meter. Door de haalbare hoogte kan de brandveiligheid in de steeds vaker voorkomende hoogbouw worden verbeterd.
Door de montage aan de binnenzijde van het pand wordt de gevel niet ontsierd, dit is van belang bij monumentale panden en bijzonder vormgegeven gebouwen. Tevens bestaat hierdoor geen extra eigen risico voor inbraak of vandalisme. De Vluchtslurf is geproduceerd onder ISO 9001. TÜV gecertificeerd conform de normen DIN 1055/4, EN 294, DIN 31000, alsmede volgens de machine richtlijn 95/16/EG. Voor de productie worden uitsluitend zeer slijtvaste materialen met een extreme trek- en scheurvastheid gebruikt. Het buitendoek is (brandwerend) geïmpregneerd en hierdoor bestand tegen water, vuur, en rook.